# S-8 (razzo)
L' S-8 (in cirillico: С-8) è un razzo non guidato di origine sovietica, sviluppato negli anni '70 dall'OKB-16 ed entrato in servizio presso le forze armate sovietiche nel 1984.
Progettato per l'impiego da velivoli ad ala fissa e rotante contro bersagli corazzati a terra, ha un diametro di 80 mm ed è collocato all'interno di razziere sub-alari con capacità da 7 a 20 razzi ciascuna.
Sviluppato in numerose versioni ciascuna dalle caratteristiche peculiari, ricordiamo quelle con testata HEAT, perforante, ad alto potenziale, fumogena ed incendiaria. Nel febbraio 2019, la Russia ha completato i test di stato di una nuova versione dell'S-8 denominata S-8OFP-1 e prodotta dall'NPO Splav.
È impiegato attivamente su velivoli CAS come il Sukhoi Su-25 e cacciabombardieri quali i Su-34, Su-24, Mig-29, Mig-21. È altresì impiegato su elicotteri d'attacco della serie Kamov Ka-52 e Mil Mi-28, Mi-24, Mi-8.
Al 2021, sono in corso le consegne ai reparti delle forze armate della Federazione.

## Utilizzatori

### Presenti
- Russia

### Passati
- Unione Sovietica